# Aeroport de Garissa
L'Aeroport de Garissa és un aeroport de Kènia.

## Ubicació
L'Aerorport de Garissa (IATA: GAS, ICAO: HKGA) és localitzat a Garissa, a la Província Oriental Del nord, a prop la frontera Internacional amb Somàlia.
La seva ubicació és aproximadament 315 quilòmetres (196 mi), per avió, al nord de l'Aeroport Internacional de Nairobi, l'aeroport de civil més gran del país. Les coordenades geogràfiques d'aquest aeroport són:0° 28' 7.00"N, 39° 38' 58.00"E (Latitud:-0.468610; Longitud:39.649445).

## Descripció
L'Aeroport de Garissa és un aeroport civil petit, dona servei a Garissa i a les comunitats circumdants. Situat a 145 metres (476 ft) per sobre el nivell del mar, l'aeroport té una sola pista d'asfalt 17-35 que mesura 3,937 peus (1,200 m) de llarg.

## Línies aèries i destinacions
Actualment no hi ha cap línia aèria amb servei planificat a Garissa.